# Carbon Leaf
Carbon Leaf is een uit vijf leden bestaande band uit Richmond, Virginia in de Verenigde Staten, opgericht in 1992.

## Discografie

### Albums
| Jaar | Album                         |
| ---- | ----------------------------- |
| 1995 | Meander                       |
| 1997 | Shadows In The Banquet Hall   |
| 1999 | Ether Electrified Porch Music |
| 2001 | Echo Echo                     |
| 2004 | Indian Summer                 |
| 2006 | Love, Loss, Hope, Repeat      |
| 2009 | Nothing Rhymes With Woman     |
| 2010 | How the West was One          |

### Live Albums
| Jaar | Live Album |
| ---- | ---------- |
| 2003 | 5Alive!    |